# Шарансонне, Жоан Франк
Жоан Франк Шарансонне (кат. Joan Frank фр. Charansonnet; род. 17 июля 1971, Эль-Порт-де-ла-Сельва, Испания) — испанский актёр и режиссёр.

## Биография
Вырос в городе Гранольерс. По словам актёра, его фамильные корни наполовину испанские, наполовину французские:

Предки моей матери до XVIII века имели титул, наша фамилия звучала как Шарансоннэ дю Берне. Когда произошла Французская революция, они, как и многие другие французы, потеряли свои титулы и стали просто Шарансоннэ. Моя мама работает медсестрой в больнице. А папа — вахтер. Но они очень любят культуру и всегда поддерживали мое увлечение театром.

Окончил Centro de Estudio Cinematográficos в Барселоне, где изучал актёрское мастерство и режиссуру. Изучал цирковое искусство в школе «Circus Tánger». Продолжал обучение в Париже и Москве.
С 1993 года на испанском ТВ, в 1994 году дебютировал на большом экране в романтической комедии Вита Стилмана «Барселона».
В активе актёра — более 30 работ в кино и телесериалах. Сотрудничал с известными испанскими кинорежиссёрами Карлосом Саурой и Даниелем Кальпасоро.
В 2000—2005 годы жил и работал в Москве. Исполнил роль Венсана де Ля Рента в сериале «Дорогая Маша Березина» (2004). Играл на сцене театра «Эрмитаж». Поставил ряд спектаклей, в том числе в театре им. Маяковского.
С 2006 года снова в Испании. В 2009 году дебютировал как режиссёр игрового фильма «USHIMA-NEXT».

## Фильмография
- 1994 — Barcelona (США)
- 2000-2010 — Hospital Central (Испания)
- 2001 — Buñuel y la mesa del rey Salomón (Германия)
- 2004 — Дорогая Маша Березина — Венсан де ла Ранта :: главная роль